# 화상
화상(火傷)은 열(뜨거운 물질), 빛(방사선, 자외선, 적외선), 전기, 화학화상, 또는 마찰열 등으로 인한 손상을 말한다. 화상은 영향을 받은 조직, 정도, 결과로서 생기는 합병증에 따라 매우 다양해질 수 있다. 4도화상은 근육, 뼈, 혈관, 표피가 모두 손상을 입은것이며 병원에서 절단하고 환상통을 겪는다. 3도 화상은 근육과 신경까지 손상된다. 화상이 정도에 따라 다르지만 화상을 입으면 쇼크 증세, 감염, 전해질 불균형, 호흡 장애를 포함해서 패혈증으로 사망할 수 있다. 육체적인 합병증 외에도, 깊은 화상은 흉터와 장애로 인한 심한 정신적, 정서적 장애가 오며 해를 보기 힘들어진다.

## 증상과 진단
화상의 심한 정도는 그 깊이와 면적에 따라 결정된다.

### 화상의 깊이
피부는, 표피와 진피의 2개 층으로 되어 있다. 화상의 깊이는 손상된 피부의 층으로 분류된다

피부와 화상의 정도

| 깊이        | 손상조직                              | 외견                                    | 증상                              | 치유기간                                              | 흉터           |
| ----------- | ------------------------------------- | --------------------------------------- | --------------------------------- | ----------------------------------------------------- | -------------- |
| 1도화상     | 표피·각질층                           | 발적, 충혈                              | 통증, 열감                        | 약 5~10일                                             | 남지 않음      |
| 2도화상(경) | 표피, 얕은 진피층                     | 물집, 발적, 부어오름, 물기              | 심한 통증, 작열감, 감각 둔화      | 약 2~3주간                                            | 거의 남지 않음 |
| 2도화상(중) | 깊은 진피층까지                       | 물집, 발적, 부어오름, 물기, 점점 희어짐 | 통증이 덜하고, 감각 둔화가 현저함 | 약 3~8주간                                            | 남기 쉬움      |
| 3도화상     | 진피층 전체, 피하조직                 | 괴사, 탄화, 건조, 희어짐                | 통증 없음, 감각 없음              | 자연치유 안됨(피부이식 수술 필요)                     | 남음           |
| 4도화상     | 진피층 전체, 피하조직, 지방, 근육, 뼈 | 괴사, 탄화, 건조, 희어짐                | 통증 없음, 감각 없음              | 자연치유 안됨(절단 필요), 피부의 상피가 재생되지 않음 | 남음           |

## 화상 면적 측정
보통 환자의 손바닥 하나의 면적이 환자 피부 표면적의 1%로 간주하여 추정할 수 있다. 다른 방법으로는 rule of 9 방법이 있다. 이는 인체의 각 부위를 9%로 보고 추정하는 방법이다. 화상이 면적 넓고 깊을수록 패혈증으로 사망할 가능성이 높다.

## 중증 화상
입원 치료가 필요한 화상을 말한다. 중증 화상은 다음과 같다.
- 심재성 2도 화상부터는 면적 피부 표면적의 20% 이상, 소아는 15% 이상인 화상
- 특수 화상: 흡입 화상, 전기 화상, 화학 화상
- 특수 부위 화상: 얼굴, 항문 주위, 회음부 및 성기 주위 화상, 관절 부위 화상
- 심재성 2도 화상은 면적이 적어도 입원이 필요한 중증 화상이며 치료했어도 회복되지 않으면 피부를 이식하는 수술한다. 3도화상은 회복되지 않기 때문에 치료도 하고 피부를 이식하는 수술도 하며 4도화상은 치료할때 절단하고 피부를 이식하는 수술 한다.

## 치료(열에 의한 화상)

### 응급처치
화상 부위를 무조건 빨리 물로 식히는 것이 좋다. 1분 이내에 흐르는 차가운 물(깨끗한 물 또는 수돗물)로 계속 식히는 것이 좋지만, 그렇게 할 수 없는 경우는 젖은 수건으로 식혀도 된다. 5 ~ 15분 정도 식혔으면 빨리 의사의 진찰을 받아야 한다. 자기 판단으로 치료하는 것은 이후의 상태를 악화시킬 수 있으므로 피하는 것이 좋다.
- 옷을 벗기지 말고 그대로 찬물을 붓는다. 무리하게 옷을 벗기려 하면 오히려 피부의 손상이 심해진다.
- 물집(1 ~ 2 cm 이내인 경우)은 터뜨리면 감염의 우려가 있으므로 절대로 터뜨리지 않는다.
- 유아나 노인은 저체온증을 일으키기 쉬우므로 너무 찬물을 붓지 않도록 주의한다.
- 기도 화상의 우려가 있는 경우 숨쉬기가 불가능하게 되면 손을 쓸 수 없으므로 빨리 화상 전문 병원으로 이송한다.
- 전기 등으로 인한 심폐정지 상태인 경우는 심폐소생이 최우선이며, 차게 하는 것은 그 이후이다.
- 얼음은 동상의 우려가 있으므로 절대로 해서는 안된다.
- 민간요법, 특히 된장, 간장, 기름,소주 등을 바르는 행위는 화상 부위가 악화되는데 도움되므로 절대로 해서는 안 된다.
- 화상부위는 시간이 지체되면 악화된다.
- 심각한 화상의 경우에는 환자가 사망할 수 있다.

### 치료
소독을 하면서 경과를 살피는 것이 일반적이다.

### 예후
보통 환자의 화상 면적에 따라 사망 가능성이 높아진다. 대략 20% 이하면 치료하면 사망하지 않는다. 대략 20% 화상은 20%가 사망한다. 70% 화상이면 사망 가능성이 높으며 패혈증으로 사망한다.

## 같이 보기
- 동상
- 흉터
- 켈로이드(en:Keloid)
- 화상외과
- 성형외과
- 재활의학과

## 화상전문병원
- 한강성심병원
- 베스티안 부산병원
- 베스티안 오송병원
- 베스티안 서울병원
- 광주 굿모닝 병원